# Thị trưởng Buenos Aires
Thị trưởng Buenos Aires là người đứng đầu chính quyền tự trị của thành phố Buenos Aires, được bầu vào năm 1996 bởi Luật cải cách Hiến pháp Argentina năm 1994.
Chính quyền chính thức được thành lập năm 1996 bởi một đạo luật Quốc hội và Hiến pháp Buenos Aires (8/1996), với ba chức năng: lập pháp, hành pháp và tư pháp và một cơ quan giám sát các làng xã địa phương. Thị trưởng sẽ do Quốc hội bầu chọn và Thượng viện phê chuẩn.

## Người đứng đầu chính quyền
Theo Hiến pháp Buenos Aires, Thị trưởng có nhiệm kỳ là 4 năm và được quyền tái cử 1 lần duy nhất, không bị hạn chế bởi các quyền dân sự. Tuy nhiên, đạo luật số 24.588 của chính phủ Argentina (Luật Cafiero) hạn chế quyền tự trị của thành phố vì các quy phạm pháp luật (dân sự, hình sự, lao động, thương mại, an ninh), quyền lợi của người dân tỉnh khác đến.

## Danh sách Thị trưởng Buenos Aires
1. Fernando de la Rúa: 1996 - 1999
2. Enrique José Olivera: 1999 - 2000
3. Aníbal Ibarra: 2000 - 2006
4. Jorge Alberto Telerman: 2006 - 2007
5. Mauricio Macri: 2007 - 2015
6. Horacio Rodríguez Larreta: 2015 - nay